# قشلاق (لاچین) ۲
قشلاق ۲ (ترکی آذربایجانی: Qışlaq) یک منطقهٔ مسکونی در جمهوری آرتساخ است که در استان شوشی واقع شده‌است.